# 団塊の世代 (小説)
『団塊の世代』（だんかいのせだい）は、1976年から総合月刊誌『現代』に連載した堺屋太一の近未来小説。

## 概要
4つの物語から構成されている。それぞれの物語は時代も登場人物や事件も全く関連性がない。共通点は各々の物語の主人公が1947年（昭和22年度）から1949年（昭和24年度）に生まれた団塊の世代の大卒ホワイトカラーであるということ。他の世代と比較して膨れ上がった人口の塊がテーマとなっている。

## 物語
第一話 与機待果
1980年代前半が舞台。成長が止まった電機メーカーがコンビニという新業態を始める話。
堺屋が小説を執筆した1975年当時、コンビニエンスストアが日本にはほとんど存在せず、後に業界大手の役員が堺屋に問い合わせに来たと、後年語っている。
第二話 三日間の反乱
1980年代後半が舞台。中堅自動車会社の東京工場跡地売却をめぐる話。中間管理職が中心となって東京工場跡地売却を阻止しようと奔走する。
第三話 ミドル・バーゲンセール
1994年前後が舞台。終身雇用と年功序列が崩壊する状況下で銀行の中年管理職が他企業に出向させられる話。
第四話 民族の秋
1999年が舞台。高齢化による年金や医療などの社会保障制度危機の話。

## 登場人物
第一話 与機待果
- 富田茂樹 - 第一話主人公。A電機工業社長室企画課長。団塊の世代。出世コースに乗り、A電機工業のコンビニ進出企画に携わるが、後に自身がコンビニ店長として出向された。
- 大倉誠造 - A電機工業社長。
- 吉藤順二 - A電機工業社長室長。
- 福島博正 - A電機工業東北支店長。富田と同期。その後、コンビニ店長として出向された。

第二話 三日間の反乱
- 白石清志 - 第二話主人公。K自動車工業総務部総務課付課長。団塊の世代。
- 藤尾泰佑 - K自動車工業総務部次長。上層部も直言する気骨の持ち主で中堅以下の社員の人気を集める。関東工場跡地売却反対派。
- 荒巻修一 - K自動車工業総務部総務課付課長。白石より一年後に入社。
- 川北 - K自動車工業総務部長。上に弱く下に強い小役人タイプ。関東工場跡地売却推進派。
- 豊原 - K自動車工業副社長。N銀行から出向し、会社の実権を握る。関東工場跡地売却推進派。

第三話 ミドル・バーゲンセール
- 野坂良雄 - 第三話主人公。N銀行調査第三部副長。団塊の世代。
- 鈴木正弘 - N銀行調査第三部部長。
- 佐野明 - N銀行長期経済調査課課長。
- 小谷昭一 - N銀行調査第三部主席副長。
- 大園美貴 - N銀行調査第三部女性行員。京都大学経済学部卒業。

第四話 民族の秋
- 福西裕次 - 第四話主人公。総理府老人対策事業担当参事官。1948年生まれの団塊の世代。
- 大友勝利 - 福西の部下の若いエリート官僚。
- 伊藤重雄 - 大蔵省主計局主計官。福西と同期。